# Mariam Petrosyan
Mariam Petrosyan (in armeno Մարիամ Պետրոսյան?; Erevan, 10 agosto 1969) è una fumettista, pittrice e scrittrice armena.
È conosciuta in particolare per il suo romanzo La casa del tempo sospeso (Дом, в котором...), tradotto in oltre 10 lingue e vincitore di diversi premi.

## Biografia
Mariam Petrosyan è nata il 10 agosto 1969 a Erevan, la capitale dell'Armenia, quando il paese faceva parte dell'Unione Sovietica. Figlia di due danzatori di balletto, da bambina sognava di diventare anche lei una ballerina ma capì che le proporzioni del proprio corpo non erano adatte per quella attività. Si dedicò allora alla pittura e disegnare fumetti ispirati ai personaggi delle storie che scriveva sin da ragazza.
Dopo essersi diplomata al Terlemezian Art College di Erevan iniziò a lavorare nel dipartimenti di animazione di Armenfilm, che in quel periodo realizzò due cartoni animati ispirati ad opere dello scrittore statunitense di origine armena William Saroyan.
Nel 1992 Petrosyan si trasferì a Mosca insieme a suo marito, l'artista grafico armeno Arteshes Stamboltsyan, per lavorare allo studio di animazione Sojuzmul'tfil'm. Rimasero nella capitale russa solo per due anni e nel 1994 fecero ritorno ad Erevan.

## La casa del tempo sospeso
La casa del tempo sospeso, pubblicato in russo nel 2009 con il titolo "Дом, в котором...", (letteralmente "La casa, in cui...") è considerato di genere realismo magico e racconta di un collegio, situato in una periferia di una anonima città, in cui vivono ragazzi disabili o abbandonati dalle loro famiglie, e delle avventure da loro vissute all'interno della Casa.
Petrosyan lavorò al romanzo durante un periodo di quasi 18 anni, intervallati da periodi in cui non vi aggiungeva niente. In origine intendeva scrivere il libro solo per se stessa, e la sua pubblicazione è avvenuta in modo rocambolesco: diede il libro da leggere ad una amica a cui piacque così tanto che lo consigliò al proprio figlio. Il ragazzo lo diede ad un amico che lo fece conoscere ai propri genitori e al fratello, quindi passò alla fidanzata di quest'ultimo grazie alla quale finì nelle mani di un editore.
Il libro è stato pubblicato in lingua russa nel 2009 ed è diventato subito un bestseller ottenendo numerosi premi e nomination: nel 2010 è stato tra i finalisti del Russkij Booker e ha vinto il Russian Student Booker Award, il Russian Literary Award for the best novel e il bronzo al Big Book Russian National Literary Prize scelto in base ai voti dei lettori.
Negli anni successivi il romanzo è stato tradotto in più di 10 lingue tra cui italiano (La casa del tempo sospeso, 2011), ungherese (Abban a házban, 2012), spagnolo (La casa de los otros, 2015), francese (La Maison dans laquelle, 2016) e inglese (The Gray House, 2017).